# Duga Rijeka
Duga Rijeka es una localidad de Croacia en el municipio de Rasinja, condado de Koprivnica-Križevci.

## Geografía
Se encuentra a una altitud de 270 m s. n. m. a 93 km de la capital nacional, Zagreb.

## Demografía
En el censo 2011, el total de población de la localidad fue de 141 habitantes.
| Gráfica de población de Duga Rijeka 1857-2011                       |
|                                                                     |
| Según los censos de población de la oficina estadística de Croacia. |